# 599 Luisa

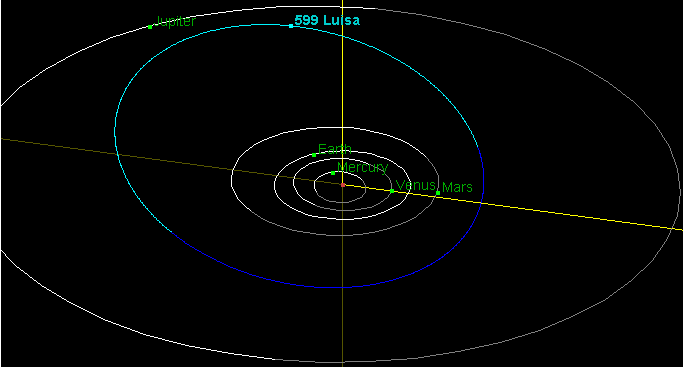
Az 599 Luisa kisbolygó a Naprendszer bolygóival

Az 599 Luisa egy a Naprendszer kisbolygói közül, amit Joel Hastings Metcalf fedezett fel 1906. április 25-én.